# Henri Victor Roulland
Pour les articles homonymes, voir Roulland.
Henri Victor Roulland ou Rouland, né le 11 octobre 1751 à Saint-Quentin-d'Elle (Manche), mort le 6 février 1827 à Rennes (Ille-et-Vilaine), est un général français de la Révolution et de l’Empire. 
Il a dirigé la défense héroïque de la forteresse de Landrecies pendant le siège de Landrecies en 1794, mais a été contraint d'abandonner après un bombardement d'artillerie dévastateur qui a duré trois jours.

## Carrière
Roulland est devenu soldat dans le Régiment de Normandie le 22 septembre 1770. Il prend part à la campagne dans l'Île Maurice, autrefois l'Isle de France, entre 1771 et 1774. Après avoir été démobilisé le 29 août 1775, il est nommé capitaine général des fermiers Généraux des Finances dans Alençon en 1776, poste qu'il tient jusqu'à la Révolution française. 
Le 20 septembre 1791, il est élu chef de bataillon au 2e bataillon de volontaires de l'Orne par ses membres, et est confirmé en tant que chef de brigade par les représentants en mission Trullard et Berlier le 27 septembre 1793. Le lendemain, il est promu général de brigade et commandant de Bergues.
Le 26 janvier 1794, il est nommé commandant de la forteresse de Landrecies. Il prend son poste le 7 février, et il est confirmé dans son grade le 12 avril 1794. Il dirige la défense de la forteresse pendant le siège de Landrecies par l'armée des Provinces-Unies des Pays-Bas sous le prince héréditaire d'Orange. Il doit abandonner la forteresse le 30 avril 1794, après un lourd bombardement, ce qui a réduit la forteresse en ruines. Il est fait prisonnier de guerre et transporté en Hongrie. Il est échangé comme prisonnier de guerre le 27 novembre 1795.
Après son retour en France, il est nommé commandant de la demi-brigade du département d'Ille-et-Vilaine de l'armée des côtes de Brest le 16 décembre 1795, du département de la Manche le 12 octobre 1797, du département du Morbihan le 1er janvier 1799, et du département des Côtes-du-Nord le 26 mars 1800. Durant ses deux derniers commandements, il prend part à la troisième phase de la Chouannerie. 
Il commande une colonne le 5 août 1799, qui bat une force beaucoup plus petite de révoltés chouans près de La Selle-en-Luitré, mais échoue à capturer leurs dirigeants. En octobre 1799, il chasse le chef rebelle La Nougarède, qui a battu les forces républicaines à Saint-Aubin-du-Cormier, le 5 octobre 1799, avec une colonne de 4 000 soldats de Rennes, mais La Nougarède disperse sa propre force de guérilla, puis harcèle la force de Roulland en menant des attaques ciblés,
Il est réformé le 21 mai 1801, et nommé commandant d'armes de Belle-Île-en-Mer le 8 juin 1801, ou il passe le reste de sa carrière. Il est fait chevalier de la Légion d'honneur le 11 décembre 1803 et officier de l'ordre le 14 juin 1804. Après sa retraite le 1er septembre 1816, il est nommé Chevalier de l'Ordre royal et militaire de Saint-Louis le 20 août 1823.
Roulland est mort le 6 février 1827 à Rennes.

## Famille
Roulland est né à Saint-Quentin-d'Elle, le fils de Pierre Rouland et Renée Pottier.
Il a épousé: 
- 1. Marie Anne Françoise Esnüe de Lavallée, le 1er octobre 1796 à Craon, Mayenne ; ils ont divorcé le 22 août 1798 ;
- 2. Jeanne Marie Charlotte Letestu ; ils ont eu un fils, Fleurius Aimé ; elle est morte en 1802 ;
- 3. Marie Elisabeth Louise-Deshays Piard de Quellenec [7] le 8 août 1803 à Le Palais, Belle-Île-en-Mer, Morbihan. Elle lui survécut quelques mois[8].

## Source
- « Cote LH/2398/8 », base Léonore, ministère français de la Culture
- A. Lievyns, Jean Maurice Verdot, Pierre Bégat, Fastes de la Légion-d'honneur, biographie de tous les décorés accompagnée de l'histoire législative et réglementaire de l'ordre, Tome 3, Bureau de l’administration, 1844, 529 p. (lire en ligne), p. 468.
- Georges Six, Dictionnaire biographique des généraux & amiraux français de la Révolution et de l'Empire (1792-1814), Paris : Librairie G. Saffroy, 1934, 2 vol., p. 397